# Osiedle Nowy Świat (Siedlce)

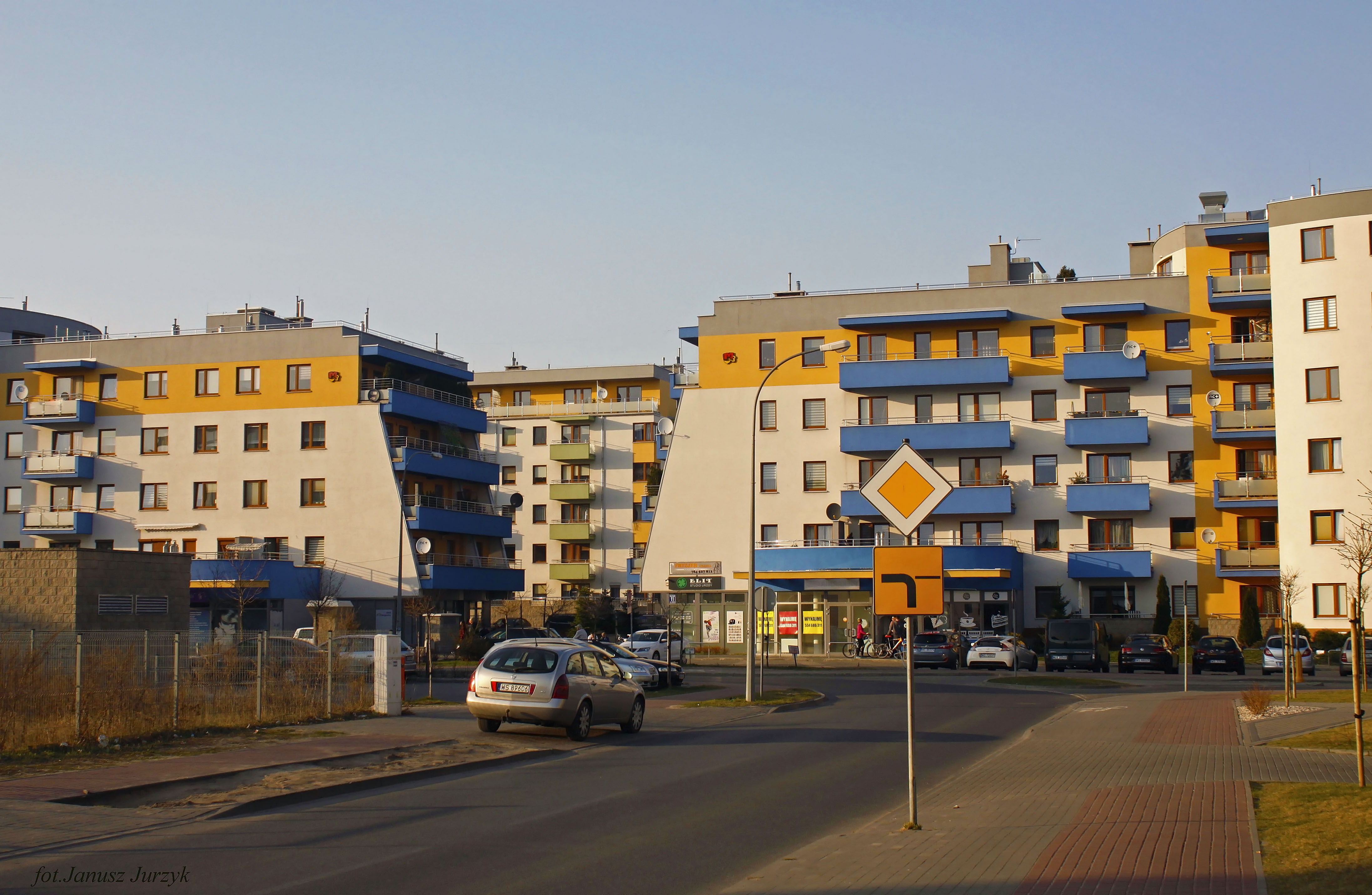
Osiedle Nowy Świat

Os. Nowy Świat – osiedle mieszkaniowe w Siedlcach, leży w północnej części miasta (przy ul. Żytniej i Nowy Świat). Budowę osiedla rozpoczęto na początku 2009, a zakończenie budowy nastąpiło w 2017 roku. Obecnie trwa II etap rozbudowy osiedla w kierunku zachodnim.  Osiedle zajmuje obszar ok. 3 ha i zabudowane jest blokami (3, 4 i 5 piętrowymi).

## Położenie
Osiedle znajduje się pomiędzy ulicami:
- Żytnią (od północy),
- Piaskową (od południa),
- Nowy Świat (od zachodu i wschodu)

Osiedle graniczy z:
- Osiedlem Żytnia (od północy).
- domami jednorodzinnymi (od południa),
- Uniwersytetem Przyrodniczo - Humanistycznym (od wschodu)

## Ważniejsze obiekty
- Wydział Humanistyczny Uniwersytetu Przyrodniczo-Humanistycznego
- Biblioteka Główna Uniwersytetu Przyrodniczo - Humanistycznego w Siedlcach
- Supermarket Kaufland

## Komunikacja
Ulicą Nowy Świat kursuje autobusy nr: 20